# Macrobdellidae
Macrobdellidae ist der Name einer Familie von Blutegeln in der Unterordnung der Kieferegel mit im Süßwasser lebenden Arten, die als Ektoparasiten an verschiedenen Wirbeltieren deren Blut saugen, daneben aber auch als Prädatoren Kleintiere und Eier fressen. Sie sind in Nordamerika, Mittelamerika und Südamerika verbreitet.

## Merkmale
Die Egel der Familie Macrobdellidae haben meist große, dorsoventral abgeflachte Körper, bei denen 15 oder 16 der äußerlich nicht sichtbaren Segmente jeweils 5 äußere Ringel besitzen. Wie andere Kieferegel haben sie in ihrem Mund drei Kiefer, von denen jeder mit einer Zahnreihe (monostichodont) besetzt ist und auch mit Speichelpapillen versehen sein kann. Der Speichermagen (Kropf) hat pro Segment 2 Paar Blindsäcke und im 19. Segment ähnlich den Hirudinidae ein Paar Postcaeca – verlängerte hintere Blindsäcke. Der Eingang zum Pharynx ist eng, aber breiter als die Basis des mittleren dorsalen Kiefers. Die muskulären Längsleisten des Pharynx enden abwechselnd in den Kiefern und am Rand des Eingangs zum Pharynx.
Der Penis der zwittrigen Tiere ist stets wohl entwickelt. Der paarige Spermienleiter bildet nach vorn innerhalb des 11. Segments eine einfache Schleife, wobei die Epididymis auf dem beginnenden Glied mit dem dünnwandigen Spermienleiter auf dem endenden Segment gebildet wird. Die Vagina hat keinen Blindsack und besitzt stets eine Vaginalröhre.

## Verbreitung und Lebensraum
Die Egel der Familie Macrobdellidae sind im Süßwasser von Binnengewässern in Nordamerika, Mittelamerika und Südamerika verbreitet.

## Lebenszyklus
Als Zwitter begatten sich zwei Egel bei der Paarung mit ihren Penissen gegenseitig. Mithilfe des Clitellums scheiden nach der Paarung beide Partner am Gewässerrand einen Kokon aus einem schwammigen chitinösen Material ab und legen in diesen ihre Eier. Aus dem Kokon schlüpfen später fertige junge Egel.

## Ernährung
Die Macrobdellidae ernähren sich vom Blut verschiedenster Wirbeltiere. Daneben werden Amphibieneier, Fischbrut und verschiedene Kleintiere gefressen.

## Beispielarten
In Nordamerika weit verbreitet ist der Nordamerikanische Blutegel (Macrobdella decora), der neben Amphibien, Reptilien und verschiedenen Säugetieren unter anderem an Menschen saugt und auch als Amerikanischer Medizinischer Blutegel bezeichnet wird.

## Gattungen
Zur Familie zählen laut Laurence R. Richardson folgende Gattungen:
- Macrobdella Verrill, 1872 (Nord- und Mittelamerika)
- Potamobdella (Mittelamerika)
- Pintobdella (Mittelamerika)

Laut Richardson sind möglicherweise auch folgende Gattungen hierher zu zählen:
- Oxyptychus (Südamerika)
- Dinobdella (Asien)